# Wehrverband (Wasserwirtschaft)
Ein Wehrverband ist der Zusammenschluss von mehreren Mitgliedern zum Betrieb eines Wehres.
Ziel des Verbandes ist die gemeinsame Unterhaltung von wasserbaulichen Anlagen wie Wehren, Kanälen oder Wasserkraftwerken, um zum Beispiel die Wasserkraft zur Energieerzeugung nutzen zu können. Beispiele sind der „Brucker Wehrverband“ in Bruckmühl (Oberbayern), wo gemeinsam die Wasserkraft des Triftbachs genutzt wird oder der „Wehrverband Herzogenburg“ (Österreich). 
Die Verbandsmitglieder sind beispielsweise die Betreiber von Wasserkraftwerken oder auch kommunale Organisationen.